# کوپینو
شهر کوپینو (به روسی: Купино) در کشور روسیه و در استان نووسیبیرسک واقع شده‌است.